# Cytilus auricomus
Cytilus auricomus is een keversoort uit de familie pilkevers (Byrrhidae). De wetenschappelijke naam van de soort is voor het eerst geldig gepubliceerd in 1825 door Duftschmid.